# Prague Open 2021
Il Prague Open 2021 è un torneo di tennis facente parte della categoria WTA 250 nell'ambito del WTA Tour 2021. È la 12ª edizione del torneo disputata per la prima volta su campi in cemento. Il torneo si è giocato al TK Sparta Praha di Praga in Repubblica Ceca dal 12 al 18 agosto 2021.

## Partecipanti

### Teste di serie
| Nazionalità   | Giocatrice          | Ranking* | Testa di serie |
| ------------- | ------------------- | -------- | -------------- |
| Rep. Ceca     | Petra Kvitová       | 10       | 1              |
| Rep. Ceca     | Barbora Krejčíková  | 17       | 2              |
| Rep. Ceca     | Markéta Vondroušová | 42       | 3              |
| Rep. Ceca     | Marie Bouzková      | 52       | 4              |
| Rep. Ceca     | Kateřina Siniaková  | 64       | 5              |
| Taipei cinese | Hsieh Su-wei        | 69       | 6              |
| Serbia        | Nina Stojanović     | 86       | 7              |
| Rep. Ceca     | Tereza Martincová   | 87       | 8              |

* Ranking al 28 giugno 2021.

### Altre partecipanti
Le seguenti giocatrici hanno ricevuto una wild card:
- Lucie Havlíčková
- Viktória Kužmová
- Samantha Stosur

Le seguenti giocatrici entrano nel tabellone principale usando usando il ranking protetto:
- Vitalija D'jačenko
- Tereza Smitková

Le seguenti giocatrici sono passate dalle qualificazioni:

- Naiktha Bains
- Jodie Burrage
- Asia Muhammad
- Urszula Radwańska
- Isabella Šinikova
- Rebecca Šramková

### Ritiri
Prima del torneo
- Belinda Bencic → sostituita da  Maddison Inglis
- Océane Dodin → sostituita da  Samantha Murray
- Ons Jabeur → sostituita da  Leonie Küng
- Dar'ja Kasatkina → sostituita da  Wang Xinyu
- Claire Liu → sostituita da  Tereza Smitková
- Cvetana Pironkova → sostituita da  Grace Min
- Clara Tauson → sostituita da  Nuria Párrizas Díaz
- Ajla Tomljanović → sostituita da  Lizette Cabrera
- Heather Watson → sostituita da  Giulia Gatto-Monticone
- Vera Zvonarëva → sostituita da  Storm Sanders

## Punti e montepremi
| Torneo              | Torneo              | V      | F      | SF     | QF    | 2T    | 1T    | Q  | Q2    | Q1  |
| Singolare femminile | Punti               | 280    | 180    | 110    | 60    | 30    | 1     | 18 | 12    | 1   |
| Singolare femminile | Premi in denaro ($) | 43,000 | 21,400 | 11,500 | 6,175 | 3,400 | 2,100 | –  | 1,020 | 600 |
| Doppio femminile    | Punti               | 280    | 180    | 110    | 60    | -     | 1     | –  | –     | –   |
| Doppio femminile    | Premi in denaro ($) | 12,300 | 6,400  | 3,435  | 1,820 | -     | 960   | –  | –     | –   |

## Campionesse

### Singolare
Barbora Krejčíková ha sconfitto  Tereza Martincová con il punteggio di 6-2, 6-0.

### Doppio
Marie Bouzková /  Lucie Hradecká hanno sconfitto in finale  Viktória Kužmová /  Nina Stojanović con il punteggio di 7-6(3), 6-4